# Панда-дипломатія
Панда-дипломатія — це практика відправки великих панд з Китаю в інші країни як інструмент дипломатії. З 1941 по 1984 рік уряд Китаю дарував панд іншим країнам. З 1984 року великих панд здають в оренду, а не в подарунок через зміну політики КНР.

## Історія

### починаючи з 1950 років
Перший випадок панда-дипломатії у сучасну епоху був організований Сун Мейлін (мадам Чан) у 1941 році. Китай вів війну з Японією, а США надсилали допомогу Гоміньдану, в свою чергу мадам Чан хотіла віддячити в нетривіальний спосіб. До цього до США відправляли панд, у тому числі одну на ім'я Су Лін, продану зоопарку Брукфілда в Чикаго Рут Гаркнесс у 1937 році, другу на ім'я Мей-Мей Гаркнесс у 1938 році також продав зоопарку Брукфілда. Дві панди, у 1938 та 1939 роках зоопарк Бронкса від Девіда Крокетта Грехема.  Крім двох живих панд, надісланих до зоопарку Бронкса, Грехема також надіслав кілька шкур і скелетів панд до Смітсонівського інституту.
Влітку 1941 року мадам Чан запросила Девіда Крокетта Грема зловити живу панду. Зрештою двох спіймали. Провівши деякий час у будинку Грема в Ченду, їх привезли до Чунціна, де мала бути радіопередача на радіо «Голос Китаю», яке транслювалося на CBS у прайм-тайм у США. Надалі під покровом ночі панд доправили до Гонконгу, а звідти на Філіппіни на літаку. Звідти вони вирушили кружним шляхом на кораблі до Сан-Франциско. На жаль, поки панди були в дорозі, відбувся напад на Перл-Харбор, а коли вони прибули до Сан-Франциско, новини на перших шпальтах газет були про війну. Незважаючи на те, що панди привернули увагу, вони не були головними новинами в країні, як очікувалося.
У той час як Республіка Китай використовувала великих панд як засіб дипломатії ще в 1941 році, Китайська Народна Республіка почала використовувати дипломатію панд більш помітно в 1950-х роках і продовжила цю практику до наших днів. Між 1957 і 1983 роками 9 країнам на знак дружби було подаровано 24 великі панди. Серед цих країн були Радянський Союз (панда Пінь-Пінь), Корейська Народно-Демократична Республіка, Сполучені Штати Америки та Велика Британія.
Коли президент Ніксон відвідав Китай у 1972 році, Мао Цзедун пообіцяв відправити двох панд до американського зоопарку. Натомість Ніксон подарував китайцям двох вівцебиків. Взаємні подарунки ілюстрували зростання дипломатичних відносин між Китаєм і Сполученими Штатами в той час. Незважаючи на довгу історію дипломатії навколо панд, прибуття панд у 1972 році стало першим випадком, коли панда опинилася в Сполучених Штатах за більш ніж двадцять років.
Після прибуття панд у квітні 1972 року перша леді Пет Ніксон подарувала їх Смітсонівському національному зоопарку, де відбулась офіційна церемонія їх зустрічі. Понад 20 000 людей відвідали панд у перший день, коли вони були виставлені, і приблизно 1,1 мільйона відвідувачів прийшли, щоб побачити їх у перший рік їхнього перебування в Сполучених Штатах. Панди були надзвичайно популярними, а подарунок Китаю сприймався як величезний дипломатичний успіх, що свідчить про прагнення Китаю встановити офіційні відносини зі США. Дипломатичний успіх сприяв тому, що британський прем'єр-міністр Едвард Гіт попросив панд для Сполученого Королівства під час візиту до Китаю в 1974 році. Панди Чіа-Чіа і Чінг-Чінг прибули до Лондонського зоопарку через кілька тижнів. Панди, подаровані Великобританії, пізніше стали джерелом натхнення для логотипу Всесвітнього фонду дикої природи.

### після 1984 року
У 1984 році лідер Китаю Ден Сяопін змінив політику, згідно з якою наступні панди будуть здаватися в оренду, а не даруватися. Все почалось з того, що Китай здав Лос-Анджелесу в оренду двох панд під час уОлімпійських ігор 1984 рок за 50 000 доларів на місяць за панду. Ця практика була знову змінена в 1991 році на користь довгострокової оренди. Китай став пропонувати панд іншим народам тільки в десятирічну оренду. Стандартні умови оренди включають плату в розмірі до 1 мільйона доларів США на рік із умовою того, що всі дитинчата, народжені протягом періоду оренди, будуть власністю Китайської Народної Республіки. З 1998 року через позов Всесвітнього фонду дикої природи Служба охорони рибних ресурсів і дикої природи США дозволяє зоопарку США імпортувати панду лише в тому випадку, якщо зоопарк зможе гарантувати, що Китай спрямує більше половини своєї плати за позику на збереження середовища проживання диких панд.
Дарування двох панд Гонконгу в 2007 році було нібито винятком із цієї моделі оренди, але його можна розглядати як кейс поза спектром дипломатії панд.
Після землетрусу в Сичуані 2008 року, який серйозно пошкодив багато об'єктів, 60 пандам знадобилося нове житло. Більшість було надано країнам, які мали вигідні торговельні угоди з Китаєм, або тим, які постачали Китаю необхідні ресурси, такі як уран з Австралії.

## Використання панд в дипломатії з Тайванем
У 2005 році Лянь Чжань, голова Гоміньдану, тодішньої опозиційної партії Тайваню, відвідав материковий Китай. У рамках переговорів між Ляньом і КПК дві панди (пізніше названі Туан Туан і Юань Юань, що означає «возз'єднання» китайською мовою) були запропоновані в подарунок народу Тайваню. Ця ідея зустріла опір уряду Республіки Китай (уряд Тайваню), який тоді очолювала Демократична прогресивна партія (ДПП), яка виступає за незалежність Тайваню та рішуче виступає проти об'єднання з КНР. Подарунок панд був розцінений як спроба КПК залучити уряд РПЦ до свого «єдиного фронту». У той час як кілька зоопарків Тайваню подали заявки на розміщення панд, уряд Республіки Китай висунув заперечення, нібито на тій підставі, що панди не підходять для тайванського клімату та що Тайвань не має досвіду для успішного вирощування панд, проте були зрозумілі справжні політичні мотиви.
Ще одним технічним питанням є суперечка щодо застосовності Конвенції про міжнародну торгівлю видами дикої фауни і флори, що перебувають під загрозою зникнення (CITES). У 1998 році Китай запропонував Китайській Республіці двох великих панд в обмін на мирний. КНР наполягала на тому, що передача з материкового Китаю на Тайвань буде внутрішньою передачею, яка не підлягала CITES, тоді як уряд Республіки Китай заперечував це і не прийняв би панд без процедур CITES.
11 березня 2006 року РПЦ офіційно відхилив пропозицію, а президент Чень Шуйбянь пояснив у своєму щотижневому інформаційному бюлетені:
| "Абянь щиро закликає китайських лідерів залишити великих панд у їхньому природному середовищі існування, тому що панди вирощені в клітках або подаровані не будуть щасливими.”. |
Після зміни уряду на Тайвані в липні 2008 року уряд Республіки Китай на чолі з Гоміньданом заявив, що прийме в подарунок двох чотирирічних великих панд. У грудні 2008 року уряд схвалив імпорт панд за умовами «Китайської гербології». Туан Туан і Юань Юань прибули до зоопарку Тайбея у тому ж місяці пізніше. У відповідь на передачу Секретаріат CITES заявив, що передача двох панд була питанням «внутрішньої торгівлі», і тому не потрібно було повідомляти про це в CITES. ROC швидко спростувала заяву CITES і наполягала на дотриманні протоколів передачі між країнами. ROC також зазначив, що такі процедури не були б потрібні, якби це був внутрішній/національний трансфер. ROC також зазначив, що Тайвань не підписав CITES і тому не зобов'язаний повідомляти Секретаріату CITES про прийняття двох панд.

## Використання в дипломатії з США
У 1970-х роках адміністрація Ніксона намагалася покращити американсько-китайські відносини. Невдовзі після візиту Ніксона до Китаю в 1972 році Пекін прислав двох панд (Лін-Лінг і Син-Сін). Самка померла в 1992 році від хвороби серця, а самець був присиплений у 1999 році після розвитку захворювання нирок. Китай здавав США в оренду наступних панд (Мей Сян і Тянь Тянь у 200 році) проте термін дії більшості цих договорів оренди закінчився або незабаром закінчиться, а в листопаді 2023 року Національний зоопарк США повернув Китаю трьох великих панд.

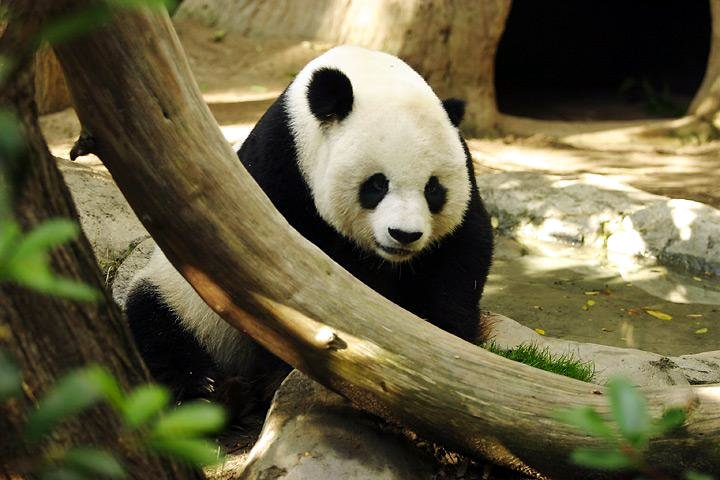
Панда в зоопарку Сан-Дієго.

Наприкінці 2010-х і на початку 2020-х років, коли відносини між Китаєм і Сполученими Штатами загострилися, Китай почав відмовлятися продовжувати оренду панд для зоопарків США. Панди із зоопарку Сан-Дієго повернулися до Китаю в 2019 році, а потім панди в зоопарку Мемфіса та Національному зоопарку у Вашингтоні, округ Колумбія, у 2023 році. Мемфіські панди Я Я та Ле Ле стали центром об'єднання закликів Китаю повернути ведмедів на батьківщину після звинувачень у поганих умовах життя, поширених на сайтах китайських соціальних мереж, і раптової смерті Ле Ле в лютому 2023 року. Спільна команда американських і Китайські вчених прийшли до висновку, що Я Я полиняла. Панди зоопарку Атланти — останні великі панди, що залишилися в Сполучених Штатах, мають повернутися до Китаю наприкінці 2024 року.
Під час промови 15 листопада 2023 року Сі Цзіньпін зазначив:
| "Ми готові продовжувати нашу співпрацю зі Сполученими Штатами щодо збереження панд і зробимо все можливе, щоб задовольнити побажання каліфорнійців, щоб поглибити дружні зв'язки між нашими двома народами".[19] |
Натомість речник Білого дому Джон Кірбі на брифінгу повідомив, що: 
| "Сполучені Штати будуть вітати повернення великих панд, якщо Китай вирішить їх передати".[20] |

## Інші країни
Інші країни визнають значення панд як дипломатичних символів, що символізують стан відносин з Китаєм. Під час візиту тодішнього лідера Китаю Ху Цзіньтао до Японії в травні 2008 року Китай оголосив про передачу в оренду Японії двох панд, сказавши: «Великі панди дуже популярні серед японців, і вони є символом дружніх зв'язків між Японією та Китаєм». Ставлення до панд також пов'язане з відповідною зовнішньою політикою. Наприклад, у 1964 році британські дипломати стурбовані тим, що передача панди з лондонського зоопарку до Москви погіршить китайсько-радянські відносини. У січні 2006 року заступник держсекретаря США Роберт Зеллік був сфотографований, обіймаючи п'ятимісячне дитинча панди під час свого візиту в Сичуань. Зображення широко транслювалося китайськими ЗМІ і нібито було витлумачено як знак того, що Зеллік підтримує покращення відносин між Китаєм і Сполученими Штатами.
Дослідники вважають, що передача панд в оренду Канаді та Франції зумовлена угодами щодо урану з Китаєм.
16 квітня 2014 року Китай планував відправити пару панд на прізвисько Фу Ва та Фен І до Малайзії на честь 40-річчя дипломатичних відносин, але це було відкладено через зникнення рейсу MH370. Пізніше дві панди 21 травня 2014 року прибули до міжнародного аеропорту Куала-Лумпур і були поміщені в Національний зоопарк Малайзії.
У 2018 році Фінляндія погодилася утримувати дві великі панди після того, як вони схвалили політику одного Китаю.
Дві панди, Цай Тао і Ху Чунь, прибули до Джакарти в 2017 році, щоб бути розміщеними в Taman Safari в Богорі в рамках святкування 60-ї річниці китайсько-індонезійських відносин.
В 2017 році дві панди (Мен Мен і Дзяо Цінь) були передані Берлінському зоопарку в оренду на 15 років з можливістю дострокового повернення в будь-який момент.
Остання оренда панди відбулася 5 червня 2019 року, коли генеральний секретар Комуністичної партії Китаю (КПК) Сі Цзіньпін передав в оренду двох великих панд Московському зоопарку під час офіційного державного візиту на «знак поваги та довіри». Серед панд — дворічний самець Ру І та однорічна самка Дін Дін.

## Утримання панд
Утримувати панд дуже дорого. Окрім вартості «ренти», яка сплачується Китаю, отримання достатньої кількості бамбука коштує дуже дорого. Панда зазвичай споживає лише свіжий бамбук, з'їдаючи його щодня 40 кілограмів. У 2011 році повідомлялося, що Единбурзький зоопарк витрачав 107 000 доларів на рік на годування своїх двох панд. Це змусило зоопарк попросити пожертвування бамбука, а також місцевих садівників почати вирощувати бамбук. Під час пандемії COVID-19 бамбук подорожчав. Через труднощі із забезпеченням постійного та достатнього запасу свіжого бамбука зоопарк Калгарі вирішив повернути свою пару панд достроково, щоб приєднатися до свого потомства назад у Китаї. Копенгагенський зоопарк у 2019 році відкрив вольєр для двох панд, орендований у Китаю на 15 років за ціною 1 мільйон доларів на рік. Сам корпус коштував 24 мільйони доларів, хоча фінансувався він приватними інвесторами.
У 2003 році Китай відправив у Таїланд пару панд Чуан Чуанг і Лін Хуей в зоопарк Чіангмая. У 2007 році Чжуан Чуан сів на дієту через ожиріння та помер у вересні 2019 року внаслідок серцевої недостатності. Громадськість почала звинувачувати в цьому інцидент панд-дипломатію Китаю, і багато хто стверджував, що відправка тварин за кордон і за межі їхнього ендемічного середовища проживання завдає шкоди їх здоров'ю, ще більше посилюючи зниження їх популяції.